# Vivi Kola
 (août 2023).
Le contenu est difficilement compréhensible vu les erreurs de traduction, qui sont peut-être dues à l'utilisation d'un logiciel de traduction automatique.

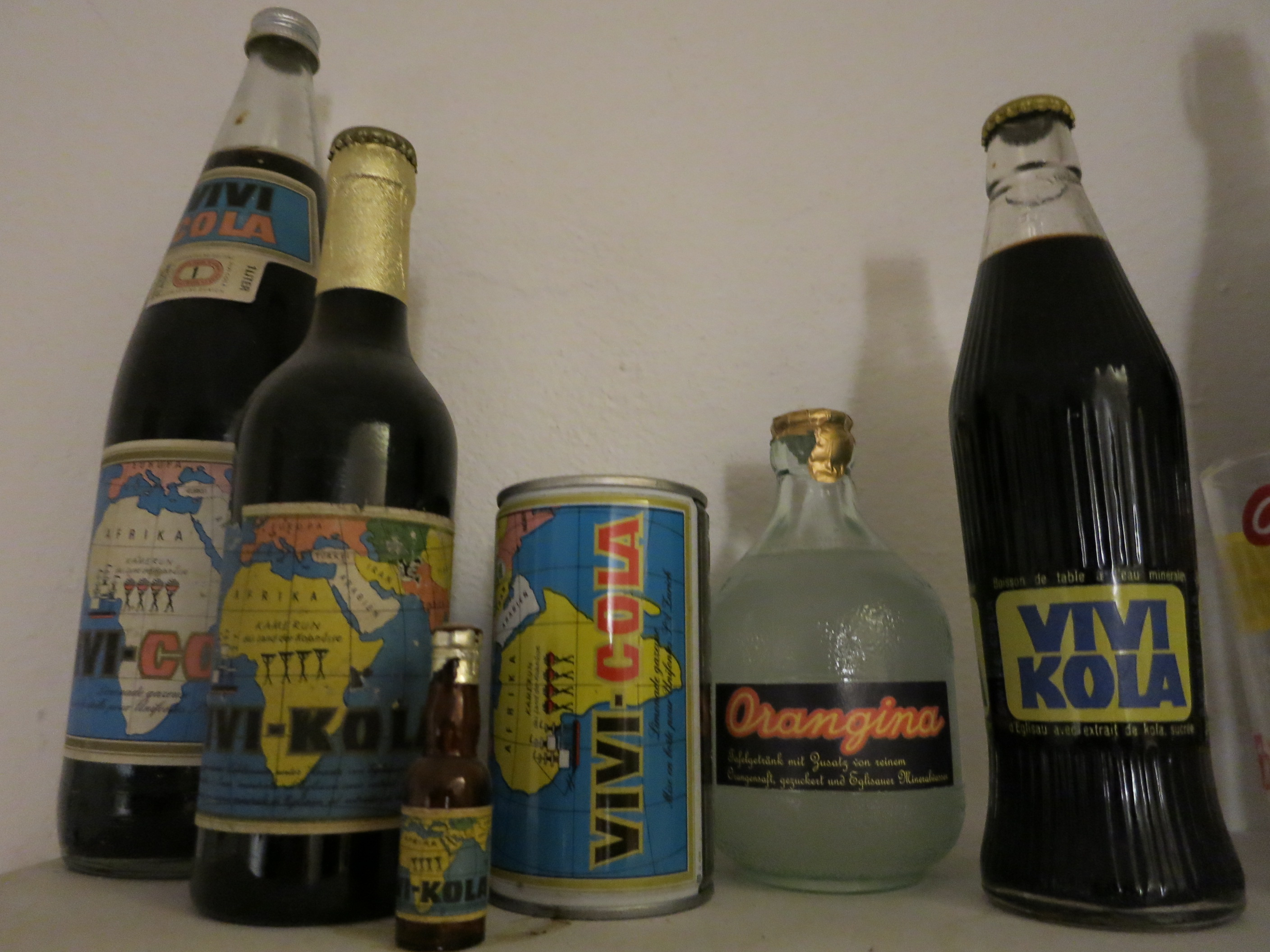
Anciennes bouteilles et cannette de Vivi Kola

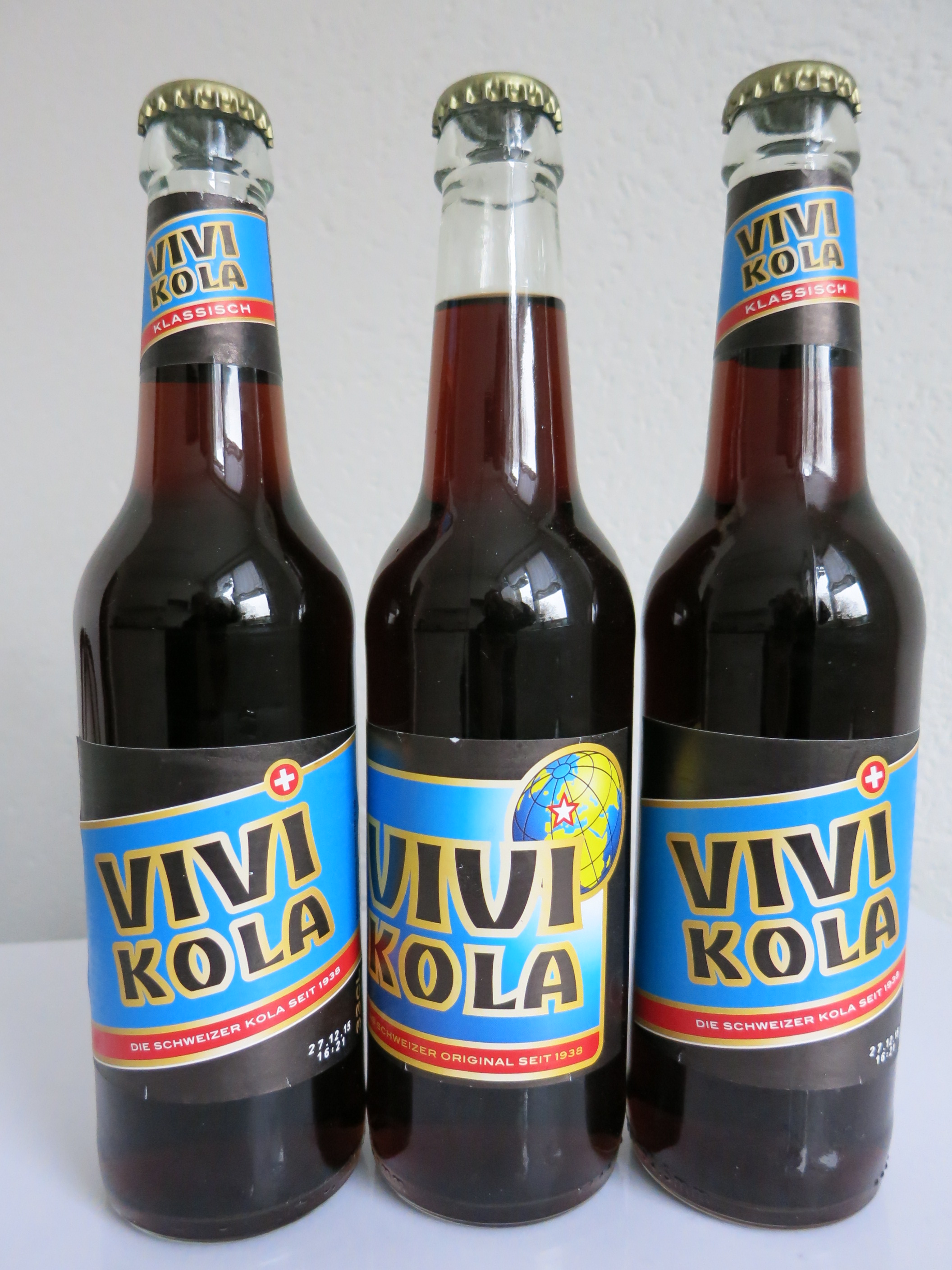
Autre présentation actuelle du Vivi Kola

Vivi Kola est un cola alternatif produit en Suisse. La marque Vivi Kola a été enregistrée la première fois en 1938. Elle est une des deux marques suisses de cola avec le sinalco cola.

## Histoire
Carl Christian Friedrich Glenck cherchait du sel en Suisse en 1821. En 1823, il découvrit près de Eglisau à 240 mètres de profondeur des gisements de sel très productifs et découvrit la source d'eau minérale.
La Kurhaus, ouverte par la source minérale en 1880, a fait faillite pour la première fois cinq ans plus tard et a dû cesser ses activités en 1891. Le Kurhaus a été remplacé par une usine de mise en bouteilles d’eau minérale. Cependant, l'eau minérale fournie pour la première fois au Festival fédéral de la carabine en 1924 ne trouva pas les ventes espérées. La source de minéraux Eglisau AG, inscrite au registre du commerce en 1929, a donc commencé en 1926 avec la production de boissons sucrées Eglisana et en 1935 avec Orangina.
En 1938, Vivi Kola a été lancée en tant qu'eau de table sucrée de la source minérale d'Eglisau avec le slogan "chlöpft uf" (rafraîchissant, revigorant). À cette époque, le Coca-Cola fabriqué en Suisse à partir de 1936 était encore considéré comme une copie étrangère bon marché du "miracle drink from Eglisau".
Après la Seconde Guerre mondiale, Vivi Kola 1949 devint le leader du marché du Kola en Suisse. Il est devenu sponsor de courses cyclistes comme le Tour de Suisse, qui l’a accompagné d’une voiture publicitaire. Populairement, Vivi Kola est devenue une "bière de pilote de course".
Dans les années 1950, les ventes ont augmenté régulièrement, de sorte qu'il a fallu créer une nouvelle usine de production et prendre de nouvelles sources. De plus, Schweppes et  Lipton - thé glacé ont été mis en bouteille à Eglisau et les brasseries Haldengut et Feldschlösschen ont rejoint la société Eglisau.
Vivi Kola est apparue en 1960 dans une nouvelle forme de bouteille cintrée, qui a valu à la source d'eau minérale Eglisau un prix de design.
À la station d’Eglisau en 1969, une nouvelle usine d’embouteillage plus efficace a été ouverte, ce qui a pratiquement doublé la capacité de remplissage. En 1975, la Carte du monde est prise comme sujet de l'étiquette et Kola s'écrit avec un C.
En 1986, la production de Vivi Kola a dû être interrompue pour des raisons de politique d'entreprise et en raison de la pression concurrentielle de Coca-Cola et de Pepsi. En 2003, la Thurella AG reprit la source minérale du groupe Feldschlösschen, agrandit l’usine d’entrepôts à hauts plafonds pour un montant de 20 millions de francs et remplit son 'Rittergold' ici - doit et Obi Jus de fruits. En raison de la surcapacité, Thurella a dû fermer en 2010.
Christian Forrer a acquis les droits de marque en 2008 et a lancé Vivi Kola en 2010 avec le slogan "Vivi Kola - la Kola suisse depuis 1938". Les premières bouteilles ont été fabriquées à Eglisau, source de Vivi Kola, et embouteillees par la Thurella, avant sa fermeture. Dans l'intervalle, Vivi Kola est fermement inscrite à l'ordre du jour de la plupart des détaillants suisses. La marque connaît une croissance constante malgré la stagnation du marché des boissons sucrées.